# تيريزا رودس
تيريزا رودس (بالإنجليزية: Therese Rhodes)‏ هي دراجة أسترالية، ولدت في 10 أبريل 1988.

## وصلات خارجية
- تيريزا رودس على موقع أرشيف الدراجات (الإنجليزية)
- تيريزا رودس على موقع إحصائيات الدراجات الإحترافية (الإنجليزية)